# Fischerwall (Gransee)
Fischerwall ist ein Wohnplatz auf der Gemarkung des Ortsteils Seilershof der Stadt Gransee (Landkreis Oberhavel, Brandenburg). Ein erstes Haus an dieser Stelle wurde 1698 erwähnt. Später war es Fischerhaus und Zollstelle (zu Mecklenburg).

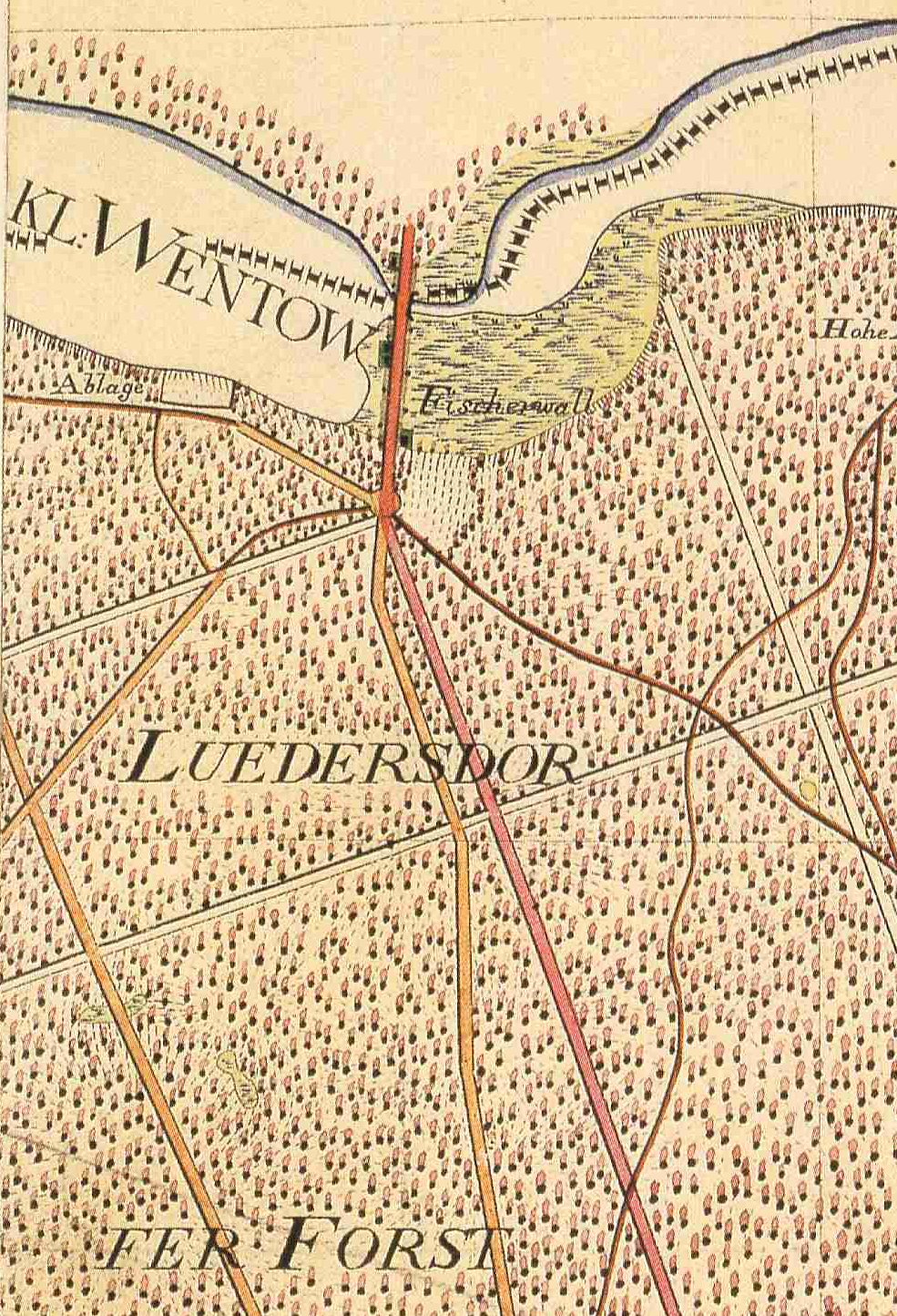
Fischerwall auf dem Urmesstischblatt 2945 Mildenberg von 1825

## Geographie
Fischerwall liegt etwa 7 Kilometer Luftlinie nordöstlich dem Stadtkern von Gransee und nur etwa 800 Meter südöstlich von Seilershof direkt östlich an der B 96. Die Hauptstraße verbindet den Wohnplatz auch auf nahezu gerader Strecke mit Seilershof. Bis zum nördlich des Wohnplatzes gelegenen Dannenwalde sind es ebenfalls nur wenige Hundert Meter. Nordwestlich sind es zum Ufer des Kleinen Wentowsees nur etwa 150 Meter. Die Brücke über das Fließ, das Kleinen und Großen Wentowsee verbindet, ist ebenfalls nur 300 Meter entfernt.

## Geschichte
1698 wurde erstmals ein baufälliges und sehr reparaturbedürftiges Häuschen auf dem Fischerwall erwähnt. Es gehörte damals zum Amt Alt Ruppin. Das Schmettausche Kartenwerk verzeichnet hier ein Zollhaus, fast direkt an der (Dannenwalder) Brücke. Der Große Wentowsee scheint damals noch größer gewesen zu sein und reichte weiter nach Süden. Johann Ernst Fabri bezeichnet die Lokalität als Fischerswalde, ein königliches Fischerhaus mit einer Feuerstelle, die 1767 unbewohnt gewesen sein soll (oder hatte er keine Angaben?). Für 1787 gibt er 9 Bewohner an. 1800 fungierte das als Fischerhaus bezeichnete Gebäude auch als Nebenzollamt von Zehdenick an der Dannenwaldischen Brücke. Diese bildete damals die Grenze zu Mecklenburg; Dannenwalde bildete zusammen mit Barsdorf, Blumenow und Tornow den sog. Fürstenberger Werder (zu Mecklenburg gehörig). In dem Gebäude auf dem Fischerwall wohnten damals zwölf Personen. 1817 wurde der Ort als Etablissement und Zollhaus bezeichnet; zehn Personen wohnten damals in dem Haus. 1840 wird es als Etablissement und Grenzzollhaus bezeichnet. 19 Personen wohnten im Gebäude. 1846 wurde es an das Amt Zehdenick überwiesen. 1860 gehörte zum Zollhaus noch ein Wirtschaftsgebäude. Mit dem Bau der Bahnstrecke Berlin–Stralsund 1877 entstand hier auch ein Bahnwärterhaus. Bis 1925 war daraus eine Häusergruppe geworden.
| Jahr      | 1767 | 1787 | 1800 | 1817 | 1840 | 1858 |
| Einwohner | 0    | 9    | 12   | 10   | 19   | 19   |

### Kommunale Zugehörigkeit
1895 gehörte Fischerwall zum Gemeindebezirk Neulüdersdorf, der damals auch die (heutige) Flur 3 der Gemarkung Seilershof umfasste. 1938 wurde die Gemeinde Neulüdersdorf aufgelöst. Die (heutige) Flur 3 wurde in die Gemeinde Seilershof eingegliedert, der Rest der Gemeinde (und Gemarkung) in die Gemeinde Altlüdersdorf. 1938 wurde Fischerwall Ortsteil von Seilershof. Zum 27. September 1997 wurde Seilershof in die Stadt Gransee eingegliedert und ist seither ein Ortsteil von Gransee. Fischerwall hat lediglich noch den Status eines Wohnplatzes.

### Kirchliche Zugehörigkeit
Die Bewohner waren zunächst nach Tornow (damals Mecklenburg) eingekircht. 1860 und 1900 gingen sie in Altlüdersdorf zur Kirche.